# Seznam zápasů československé fotbalové reprezentace 1926
V roce 1926 odehrála československá fotbalová reprezentace 8 mezistátních zápasů. Všechna utkání byla nesoutěžní. Celková bilance byla 3 výhry, 1 remíza a 4 porážky. Mužstvo v sedmi zápasech vedl asociační kapitán Kraus (v jednom z utkání ještě jako zástupce kapitána), v jednom zápase pak zástupce kapitána dr.Katz.

## Přehled zápasů
| 17. ledna 1926 přátelské                                       |       |                     |                                                         |
| Itálie                                                         | 3 – 1 | Československo      | Motovelodromo, Turín diváci: 18 000 rozhodčí: Ivancsics |
| Giuseppe Della Valle 15' Leopoldo Conti 77' Mario Magnozzi 89' |       | 23' Antonín Křišťál | Motovelodromo, Turín diváci: 18 000 rozhodčí: Ivancsics |

| 14. března 1926 přátelské               |       |                |                                                      |
| Rakousko                                | 2 – 0 | Československo | Hohe Warte, Vídeň diváci: 40 000 rozhodčí: Ivancsics |
| Wilhelm Cutti 20' Viktor Hierländer 60' |       |                | Hohe Warte, Vídeň diváci: 40 000 rozhodčí: Ivancsics |

| 6. června 1926 přátelské |       |                 |                                              |
| Maďarsko                 | 2 – 1 | Československo  | FTC, Budapešť diváci: 27 000 rozhodčí: Mauro |
| Takács 30' Kohut 67'     |       | 38' Josef Silný | FTC, Budapešť diváci: 27 000 rozhodčí: Mauro |

| 13. června 1926 přátelské |       |                     |                                                    |
| Švédsko                   | 2 – 2 | Československo      | ???, Stockholm diváci: 20 000 rozhodčí: L.Andersen |
| 75', 90' Holmberg         |       | Otto Novák 49', 77' | ???, Stockholm diváci: 20 000 rozhodčí: L.Andersen |

| 28. června 1926 přátelské |       |                                                               |                                                  |
| Jugoslávie                | 2 – 6 | Československo                                                | Concordie, Záhřeb diváci: 10 000 rozhodčí: Braun |
| Petković 15' Giller 19'   |       | 17', 27', 41', 52' Josef Silný 43' Antonín Puč 14' Jan Wimmer | Concordie, Záhřeb diváci: 10 000 rozhodčí: Braun |

| 3. července 1926 přátelské                                       |       |                                |                                                 |
| Československo                                                   | 4 – 2 | Švédsko                        | AC Sparta, Praha diváci: 20 000 rozhodčí: Braun |
| Jiří Mareš 19' Josef Jelínek 19' Otto Novák 54' Karel Meduna 64' |       | 40' E.Holmberg 81' F.Johansson | AC Sparta, Praha diváci: 20 000 rozhodčí: Braun |

| 28. září 1926 přátelské |       |                                              |                                                    |
| Československo          | 1 – 2 | Rakousko                                     | AC Sparta, Praha diváci: 20 000 rozhodčí: Langenus |
| Josef Jelínek 49'       |       | 27' Matthias Sindelar 83' Siegfried Wortmann | AC Sparta, Praha diváci: 20 000 rozhodčí: Langenus |

| 28. října 1926 přátelské            |       |                              |                                                |
| Československo                      | 3 – 1 | Itálie                       | SK Slavia, Praha diváci: 20 000 rozhodčí: Gerö |
| Josef Čapek 35', 76' Antonín Puč 7' |       | 18' Virgilio Felice Levratto | SK Slavia, Praha diváci: 20 000 rozhodčí: Gerö |

## Soupisky jednotlivých utkání

### Itálie - ČSR
- Itálie: Gianpiero Combi - Virginio Rosetta, Umberto Caligaris - Antonio Janni - Fulvio Bernardini, Bigatto - Leopoldo Conti, Adolfo Baloncieri, Giuseppe Della Valle, Mario Magnozzi, Luigi Cevenini

- ČSR: František Plánička - Eduard Krčma, Ladislav Ženíšek - František Plodr, Antonín Carvan, Pavel Mahrer - Jindřich Šoltys, Karel Žďárský (Josef Silný), Ferenc Szedlacsek, Antonín Křišťál, Josef Jelínek

### Rakousko - ČSR
- Rakousko: Otto Jancsik - Hans Tandler, Josef Blum - Josef Schneider, Poldl Resch, Leopold Nitsch - Wilhelm Cutti, Fritz Gschweidl, Viktor Hierländer, Gustav Wieser, Otto Fischer

- ČSR: František Hochmann - Antonín Hojer, Antonín Perner, (Zdeněk Kummermann-Kumr) - Pavel Mahrer, Karel Pešek-Káďa, Emil Seifert (František Plodr) - Josef Sedláček, Jindřich Šoltys, Jan Dvořáček, Antonín Křišťál (Josef Šíma (fotbalista)), Josef Jelínek

### Maďarsko - ČSR
- Maďarsko: Fischer - G.Senkey, K.Vogl - Fuhrman, Kléber (Müller), Borsányi - József Braun, Takács, Pataky, Imre Schlosser, Kohut

- ČSR: František Plánička (Antonín Kaliba) - Antonín Hojer, Antonín Perner - František Kolenatý, Karel Pešek-Káďa, Antonín Carvan - Otto Fleischmann (František Svoboda), Ferdinand Hajný, Josef Silný, Jan Dvořáček, Josef Jelínek

### Švédsko - ČSR
- Švédsko: Zander - Lundgren, Krook - Helgesson, Friberg, Andersson - Wenzel, Sven Rydell, Per Kaufeldt, Holmberg, Roselind

- ČSR: Josef Sloup-Štaplík - Ladislav Ženíšek, František Stehlík, Vilém König, Josef Pleticha, Antonín Vodička (Vojtěch Sýbal-Mikše) - Jiří Mareš, Otto Novák, Karel Meduna, Antonín Křišťál, Josef Jelínek

### Jugoslávie - ČSR
- Jugoslávie: Mihelčić (Fridrih) - Milutin Ivković, Vrbančić - M.Marjanović, Premerl, V.Poduje - Blagoje Marjanović, Petković, Načević, Sekulić (Percl), Giller

- ČSR: Josef Sloup-Štaplík - Antonín Hojer, Jan Paulin - Otto Krompholz, Karel Steffl, Karel Čipera - Jan Wimmer, Jan Knížek, Josef Silný, Antonín Puč, Rudolf Dolejší

### ČSR - Švédsko
- ČSR: František Plánička (Josef Sloup-Štaplík) - Antonín Hojer, Ladislav Ženíšek - František Kolenatý, Josef Pleticha, Vojtěch Sýbal-Mikše - Jiří Mareš, Otto Novák, Karel Meduna, Antonín Křišťál, Josef Jelínek

- Švédsko: Zander - Lundgren, Krook - Jelgesson, H.Holmberg, Carlsson - Wenzel, Sven Rydell, F.Johansson, E.Holmberg, Svensson

### ČSR - Rakousko
- ČSR: František Plánička - Ladislav Ženíšek, František Hojer - Samuel Schillinger, Karel Steffl, Vojtěch Sýbal-Mikše - Jiří Mareš, Otto Novák, Karel Meduna, Jindřich Šoltys (Antonín Puč), Josef Jelínek

- Rakousko: Heinrich Lebensaft - Hans Tandler (Emil Regnard), Josef Blum - Johann Richter, Poldl Resch, Josef Schneider - Ignaz Sigl, Johann Klima, Matthias Sindelar, Siegfried Wortmann, Ferdinand Wesely

### ČSR - Itálie
- ČSR: František Plánička - Zdeněk Kummermann-Kumr, Ladislav Ženíšek - Samuel Schillinger, Josef Pleticha, Emil Seifert - Karel Podrazil, Jan Knížek, Josef Čapek, Antonín Puč, Josef Kratochvíl

- Itálie: Gianpiero Combi - Virginio Rosetta, Umberto Caligaris - Bruno Dugoni (Gandini), Antonio Janni, Attilio Ferraris - Leopoldo Conti, Luigi Cevenini, Julio Libonatti, Mario Magnozzi, Virgilio Felice Levratto